# کربونیلاسیون
کربونیلاسیون اشاره به واکنش‌هایی دارد که طی آنها کربن مونوکسید وارد یک ترکیب آلی و بستر معدنی می‌شود. کربن مونوکسید به صورت آزاد یافت می‌شود و به اندازهٔ کافی واکنش پذیر است از این رو در صنایع شیمیایی کاربرد دارد. همچنین عبارت کربونیلاسیون برای اشاره به اکسیداسیون زنجیره‌های پروتئینی هم کاربرد دارد.

## شیمی آلی
چندین مادهٔ شیمیایی آلی کاربردی با کمک کربونیلاسیون تولید می‌شود. کربونیلاسیون، کربونیل‌های آلی تولید می‌کند؛ برای نمونه ترکیب‌هایی که گروه عاملی C=O دارند مانند: آلدهیدها، کربوکسیلیک اسیدها و استرها.
کربونیلاسیون پایهٔ دو گونهٔ اصلی از واکنش‌هایند: هیدروفرمیلاسیون و شیمی رِپِه.

### هیدروفرمیلاسیون
هیدروفرمیلاسیون شامل افزودن مونوکسید کربن و هیدروژن به ترکیب‌های آلی غیراشباع، معمولاً آلکن است. محصول بیشتر این واکنش‌ها، آلدهیدها هستند:
RCH=CH2 + H2 + CO → RCH2CH2CHO
این واکنش به فروکافتهای فلزی نیاز دارد.

### شیمی رِپِه
شیمی رپه که از نام والتر رپه گرفته شده‌است شامل افزودن مونوکسید کربن و یک دهندهٔ هیدروژن اسیدی به یک بستر آلی است. کاربرد آن در ابعاد بزرگ، فرایند مونسانتو و فرایند کاتیوا را شامل می‌شود که در آن متانول را به استیک اسید دگرگون می‌کند. استیک انیدرید نیز از کربونیلاسیون متیل استات بدست می‌آید. همچنین در صنعت از این روش در تولید پروپانوئیک اسید از اتیلن استفاده می‌شود:
RCH=CH2 + H2O + CO → RCH2CH2CO2H